# کتب اربعه
کتب اربعه که از آن به اختصار الاربعه نیز یاد شده است، به مجموعهٔ چهار کتاب حدیثی شیعه گفته می‌شود که توسط سه محدث بزرگ شیعه، شیخ کلینی، شیخ صدوق و شیخ طوسی گردآوری شده و به این دلیل، مورد اعتبار و اعتماد و وثوق سایر علمای شیعه قرار گرفته است. بنابر گزارش‌هایی کتاب پنجمی نیز برای این مجموعه وجود داشته است که به مرور زمان از بین رفته است و تا پیش از آن به این سلسله آثار، کتب خمسه روایی نیز گفته می‌شد. کتب الشیعه الاربعه و کتب اربعه حدیثی از دیگر نام‌های این مجموعه آثار است.
سه مؤلف کتب اربعه، از میان دانشمندان بزرگ شیعه هستند که به محمدون ثلاث — به جهت اشتراک نام محمد در میان آنها — شهرت دارند. این چهار اثر به ترتیب تاریخ نگارش عبارتند از کافی فی علم الدین گردآوری شده توسط محمد بن یعقوب کلینی به سال ۳۲۹ ه‍. ق؛ من لایحضره الفقیه اثر محمد بن علی بابویه به سال ۳۷۲ ه‍. ق، تهذیب الاحکام فی شرح المقنعه و الاستبصار فیما اختلف من الأخبار تألیف محمد بن حسن طوسی تألیف‌شده به تاریخ قرن پنجم می‌باشند.
این آثار چهارگانه، جامعِ مجموعهٔ وسیعی از آثار متقدم روایی می‌باشند. تا پیش از نگارش این گونه آثار، شیعیان به واسطهٔ کتاب‌های تألیف‌شده توسط اصحاب امامان شیعه، به روایات اسلامی دسترسی داشتند. این آثار مورد استناد شیعه، با عنوان «اصل» شناخته می‌شدند. تعداد این اصول، چهارصد عدد گزارش شده و به همین جهت، «اصول اربعمائه» — به معنای اصول چهارصدگانه — نامیده شده است. نمازی شاهرودی، ۶۵ اصل از اصل‌های چهارصدگانه را به عنوان منابع کتب اربعه گزارش کرده است. این اصل‌ها، به علت انتساب قطعی به نویسندگانشان، از اعتبار بالایی نزد شیعه برخوردارند.
اخباری‌ها، تمام روایت‌های کتب اربعه را معتبر می‌دانند و در مقابل، اصولی‌ها، روایت‌هایی را که با اصول اعتبار روایت، سازگاری دارند را معتبر می‌دانند. وجود برخی روایت‌های ضعیف و مجهول یا تعارض در بین روایات در کتب اربعه سبب شد تا برخی از دانشمندان علم حدیث در اعتبار آنها، نقدهایی را مطرح کنند. با این وجود، انتساب کتب اربعه به نویسندگانشان، به اجماع شیعه پذیرفته شده است. با تمام این اختلاف‌ها، این آثار در نزد شیعه از پراهمیت‌ترین آثار روایی محسوب می‌شود که با هدف تسهیل دسترسی به روایت‌های فقهی و اعتقادی صورت گرفته است. تأثیر نگارش این آثار به حدی بود که از قرن پنجم تا دهم هجری، اثری به اهمیت این آثار نگارش نیافت و دانشمندان حدیث، نسبت به استنساخ اصول بی‌رغبت شدند. فقیهان و متکلمان شیعه، در شرح این چهار کتاب، آثار متعددی نوشته‌اند و چند اثر به صورت تجمیع این چهار کتاب به رشته تحریر درآمده است.

## پیشینه

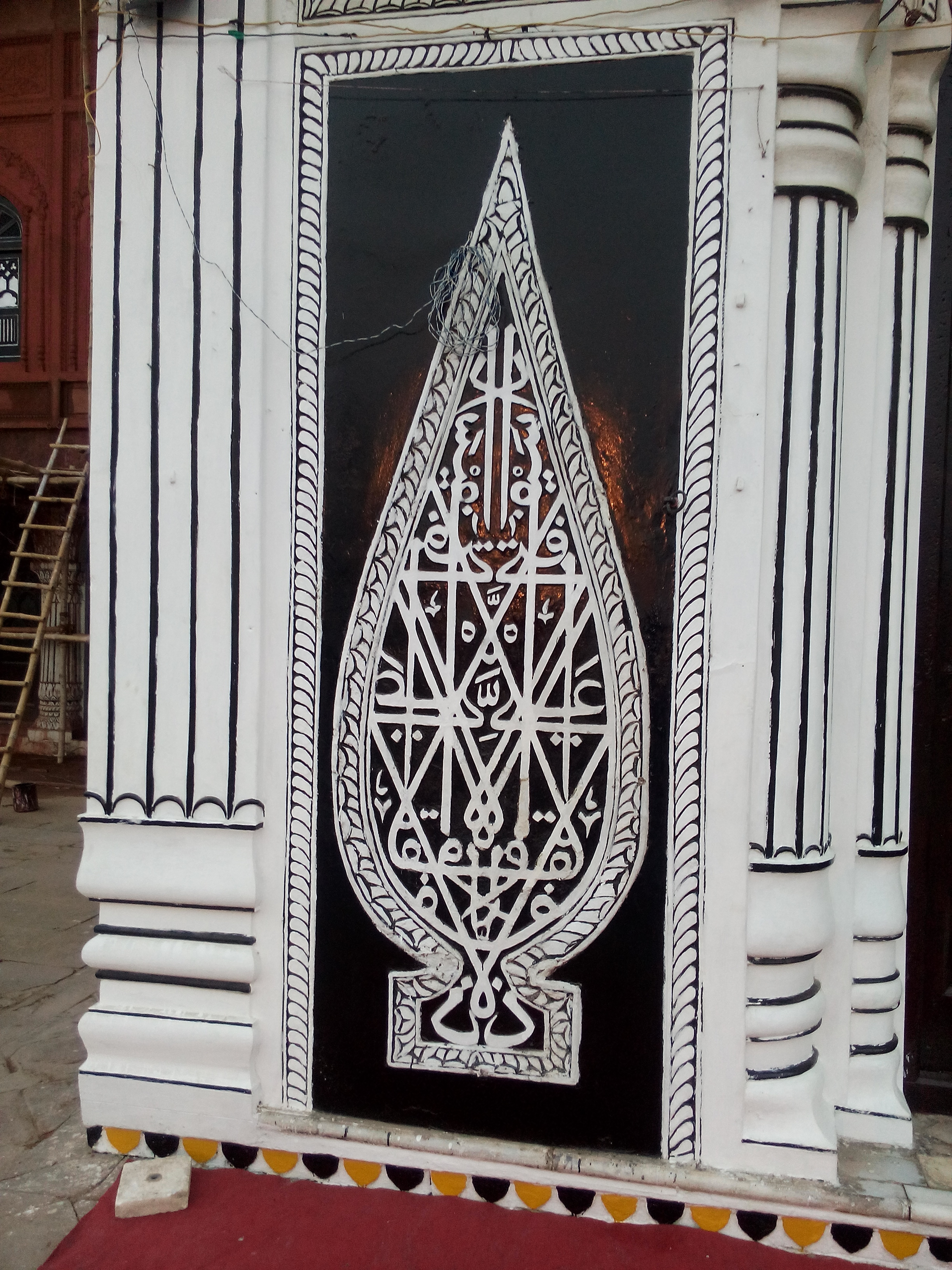
نقش حدیث «لافتی الا علی لاسیف الا ذوالفقار» بر دیواره حسینیه امامبارا لکهنو که به سال ۱۸۳۸ میلادی به دست محمد علی شاه تأسیس گردید.

حدیث‌نگاری در تاریخ اسلام، فراز و نشیب‌های بسیاری را طی کرده است. تا پیش از سدهٔ دوم ه‍. ق، عبارت «تدوین حدیث» مرسوم نبود و از عناوینی چون «تقیید حدیث» یا «کتابت» و «تألیف» استفاده می‌شد. محدثان سنی‌مذهب در قرن اول ه‍. ق، از نگارش حدیث منع می‌شدند یا آن را مکروه می‌دانستند. در مقابل، محدثان شیعه، به روایت‌هایی از پیامبر اسلام استناد می‌کردند که در آنها به نگارش حدیث توصیه می‌شد. سخت‌گیری‌ها در منع روایت، در خصوص روایت‌های فقهی با اغماض همراه بود. در میان شیعیان امامیه، روایاتی گزارش شده است که اولین کتاب‌های مدون حدیثی، متعلق به علی بن ابی‌طالب بوده است که به دستور پیامبر اسلام و به جهت حفظ تعالیم اسلامی برای امامان پس از علی نگارش یافته است. نام این اثر در برخی روایات، «الجامعه» یا «کتاب علی» عنوان شده است. عمر بن عبدالعزیز (۹۹–۱۰۱ ه‍.ق) در قرن دوم هجری به حاکمان ولایت‌های اسلامی دستور داد تا هر حدیث منسوب به پیامبر اسلام را بنویسند. پیش‌تر، شاگردان محمد باقر (۵۷–۱۱۴ ه‍.ق)، به این کار مبادرت کرده بودند که در دوران جعفر صادق با توان بیشتری پی گرفته شد. آقابزرگ تهرانی در کتاب الذریعه، یکصد و هفده اصل را به شاگردان محمد باقر و جعفر صادق منسوب دانسته و نام آنها را ذکر کرده است. به‌تدریج دو مکتب فقهی حدیث‌گرا و عقل‌گرا در میان مذاهب اسلامی شکل گرفت. حدیث‌گراها دربرداشت‌ها و استنباط‌های فقهی خود بیشتر به ظاهر احادیث توجه می‌کردند و احکام استنباطی آنها بر پایهٔ متون قرآن و حدیث استوار بود. در مقابل عقل‌گراها در استنباط احکام شرعی به رأی و قیاس توجه می‌کردند. در این میان، فقه شیعی در ابتدا روایی و بر پایهٔ سماع و نقل حدیث از امامان شیعه استوار بود. حتی شیعیان تا سده‌های پنجم و ششم با واژه و مفهوم اجتهاد مخالفت‌هایی داشتند. روند نگارش حدیث به صورت اصل در تشیع، تا دوران امامت حسن عسکری (مـ ۲۶۰ ه‍.ق) ادامه داشت.
امامان شیعه، همواره شاگردان خود را به نگارش حدیث ترغیب می‌کردند. در این‌باره، محمد باقر، مفضل بن عمر را به نوشتن حدیث توصیه کرد و به او از در پیش بودن روزگاری پرآشوب خبر داد که جز روایت‌های مکتوب، منبع دینی دیگری وجود ندارد. از آن پس، شاگردان امامان شیعه، به‌ویژه اصحاب جعفر صادق، احادیث را مکتوب می‌کردند. در نتیجه ۴۰۰ کتاب حدیثی تألیف شد که بعدها پایهٔ علوم حدیث شیعه را شکل داد. این آثار که در اصطلاح علوم حدیث به آنها «اصل» می‌گویند؛ به جهت تعدادشان، به اصول اربعمائه (به فارسی: اصول چهارصدگانه) مشهورند. اهمیت این اصول، پس از روی‌کار آمدن عباسیان و سخت‌گیری بر علویان بیشتر شد و به این جهت، شیعیان برای جمع‌آوری و کتابت حدیث، انگیزهٔ بیشتری پیدا کردند.

## مؤلفان و تألیف کتب
پایهٔ کتاب‌های حدیثی شیعه، از قرن سوم به بعد و با استناد به «اصول حدیثی» شکل گرفت. جایی که محدثانی مانند حسین بن سعید اهوازی و برادرش حسن بن سعید، احمد بن محمد برقی (مـ ۲۷۴ ه‍.ق)، سعد بن عبدالله اشعری (مـ ۲۹۹ ه‍.ق)، علی بن مهزیار اهوازی و احمد بن محمد بن حسین قمی با استفاده از اصول اربعمائه، کتاب‌های حدیثی جدیدی نوشتند. این آثار ضعف‌ها و نقص‌هایی داشتند؛ مثلاً تمام ابواب معارف اسلامی را شامل نمی‌شدند و دقت کافی در اصول نقل حدیث نداشتند. اولین کتاب از کتب اربعه را محمد بن یعقوب کلینی (شیخ کلینی) نوشت و نام آن را کافی گذاشت. با فاصلهٔ اندکی، محمد بن علی بن بابویه (شیخ صدوق) کتاب من لایحضره الفقیه و پس از او محمد بن حسن طوسی (شیخ طوسی) دو کتاب تهذیب و استبصار را گردآوری کرد. این سه مؤلف به جهت اشتراک نام محمد، به محمدون ثلاث مشهور شدند. کتاب کافی در سال ۳۲۹ ه‍.ق و سه کتاب دیگر، در دوران سلطهٔ آل بویه نوشته شدند. مجموع این چهار کتاب حدیث، اولین بار در قرن ششم ه‍. ق، «کتب اربعه» یا «الاربعه» خوانده شد. استفاده از این تعبیر، احتمالاً به جهت جایگزینی برای صحاح سته — از آثار حدیثی اهل سنت — در منابع شیعی بود. مهدی انصاری در مقدمهٔ الشافی نام مصطلح برای این چهار کتاب شیعه را «کتب الشیعه الاربعه» گزارش می‌کند. نصیری گزارش می‌کند که علاوه بر این چهار کتاب، کتاب پنجمی با عنوان «مدینة العلم» اثر شیخ صدوق از این سلسله آثار متقن و معتبر محسوب می‌شد و به همین خاطر با عنوان «کتب خمسه روایی» از این پنج کتاب یاد می‌شد که بعدها و پس از مفقود شدن کتاب مدینة العلم، این عنوان به کتب اربعه حدیثی شهرت یافت.

### شیخ کلینی
ابوجعفر محمد بن یعقوب بن اسحاق کلینی، از محدثان نامی امامیه است که بین سال‌های ۲۷۰ تا ۲۸۰ ه‍.ق به دنیا آمده است. وی در دوران حیات علمی خود از مشایخ بسیاری نقل روایت می‌کرد. کلینی در مقدمهٔ کتابش، هدف از تألیف کافی را درخواست یکی از برادرانش گزارش می‌کند که قصد تحقیق در علوم دینی را داشته است. کلینی در جایی از کتابش گزارش می‌کند که باب «الحجة» را اندکی گسترش داده است ولی با این حال حق مطلب را ادا نکرده است. او کتاب کافی را با باب «العقل» شروع می‌کند تا مدار ثواب و عقاب را عقل ترسیم کند. کلینی این اثر را در سه بخش کلی «اصول»، «فروع» و «روضه» تدوین کرده است که هر یک مشتمل بر ابواب مختلفی است. ابواب اصول کافی عبارتند از «العقل و جهل، فضل العلم، التوحید، الحجة، الایمان و الکفر، الدعاء، فضل القرآن، العشره، الفی، الانفال، الخمس». در میان ابواب فروع کافی، چند باب از ابواب غیر مربوط به فقه وجود دارد که عبارتند از: «الزی، التجمل، المروة و کتاب الدواجن». با وجود هماهنگی در نظم ابواب فقهی کافی و کتب سی‌گانه حسین بن سعید، احتمالاً کلینی از کتب حسین بن سعید در تنظیم ابواب فقهی کتابش بهره برده است. نجاشی گزارش می‌کند که کلینی، کتاب کافی را در طول ۲۰ سال تنظیم و تألیف کرده است.

### شیخ صدوق
ابوجعفر محمد بن علی بن حسین بن موسی بن بابویه قمی که به اختصار شیخ صدوق خوانده می‌شود، از محدثان نامی امامیه است که به سال ۳۸۱ ه‍.ق از دنیا رفته است. وی کتاب من لایحضره الفقیه را پس از تألیف کتاب کافی به دست شیخ کلینی، تألیف کرد. وی این کتاب را به درخواست یکی از بزرگان زمانش به نام ابو عبدالله محمد بن حسن بن اسحاق بن حسن بن اسحاق بن موسی کاظم نگاشته است. شیخ صدوق این کتاب را در موضوع فقه نوشته است و به گفتهٔ خودش چون طالب این کتاب را فردی اهل استفاده دانسته است، کتاب را چنین تدوین کرده است. وی احادیث این کتاب را با حذف سندهای روایت‌ها ضبط کرده است و علت این کار را خلاصه شدن کتابش معرفی می‌کند. وی در جایی از کتاب عنوان می‌کند که هدفش از نگارش این اثر، جمع روایات نبوده و صرفاً قصد داشته است تا فتوایش را بیان کند. او در برخی از موارد در کتابش، سند روایت را به صورت ناقص یا کامل حذف کرده است. در پاره‌ای از روایات، او صرفاً روایت بودن آنچه گزارش می‌کند را با عبارات «فی روایة» و «و روی» می‌رساند و حدیث را به امام مشخصی نسبت نمی‌دهد.

### شیخ طوسی
ابوجعفر محمد بن حسن طوسی که به شیخ طوسی شناخته می‌شود، در سال ۳۸۵ ه‍.ق به دنیا آمده و به سال ۴۶۰ ه‍.ق از دنیا رفته است. شیخ طوسی با وجود اینکه همچون دو مؤلف دیگر از کتب اربعه، فقیه بوده است اما آثارش کمتر رنگ و بوی فتوا به خود گرفته است. در دوران حیات علمی شیخ طوسی، شبهه‌ای دامن‌گیر مذهب شیعهٔ امامیه بود؛ بر اساس این شبهه، با وجود باور شیعیان امامیه به عصمت امامان و هماوردی سخنان آنان با وحی، اما تعارض‌هایی در احادیث صادر شده از امامان شیعه دیده می‌شد. شیخ طوسی در مقام پاسخ به این شبهات، دو کتاب تهذیب الاحکام و الاستبصار را نگاشت. به عبارتی تنها هدف شیخ طوسی از نگارش این دو اثر، یک مبحث کلامی بوده است. از همین رو عابدی معتقد است که مقایسهٔ این دو اثر با دیگر آثار فقهی شیخ طوسی، اشتباه است. شیخ طوسی در این دو اثر، روایاتی که اعتبار بیشتری داشته‌اند را در ابتدای باب و روایاتی که مرجوح هستند را در انتهای باب ذکر می‌کند.
| فهرست کتب اربعه                            | فهرست کتب اربعه          | فهرست کتب اربعه | فهرست کتب اربعه | فهرست کتب اربعه | فهرست کتب اربعه | فهرست کتب اربعه | فهرست کتب اربعه |
| نام اثر                                    | نام مؤلف                 | تاریخ نگارش     | حجم اثر         | حجم اثر         | توضیحات | توضیحات | منبع            |
| نام اثر                                    | نام مؤلف                 | تاریخ نگارش     | باب‌ها           | حدیث‌ها          | وجه تسمیه | شرح اثر | منبع            |
| ------------------------------------------ | ------------------------ | --------------- | --------------- | --------------- | --- | --- | --------------- |
| کافی کلینی کافی فی علم الدین               | محمد بن یعقوب کلینی رازی | ۳۲۹             | ۳۵              | ۱۶۱۱۹           | نام کتاب از مقدمهٔ کلینی بر کتابش مأخوذ است. در مقدمهٔ اثر و علت نگارش کتاب، آمده است: «انک تحب ان یکن عندک کتاب کاف یجمع فیه فنون علم الدین.» همچنین عبارت منسوب به حجت بن الحسن که پس از دیدن کتاب گفته‌اند: «کافی کاف لشیعتا» در شهرت این نام تأثیر بسزایی گذاشته است. | کتاب کافی شامل سه بخش کلی «اصول»، «فروع» و «روضه» می‌باشد. کلینی در این اثر، روایات را به ترتیب اعتبارِ بیشتر به کمتر نقل کرده است. تألیف این اثر حدود ۲۰ سال زمان برده است. | [ ۲۱ ]          |
| الفقیه من لایحضره الفقیه                   | محمد بن علی بابویه قمی   | ۳۷۲             | ۵۶۶             | ۵۹۶۳            | در مقدمهٔ کتاب آمده است که شریف ابوعبدالله نعمت به شیخ صدوق گوید: «زکریا رازی کتابی به نام من لایحضره الطبیب دارد… دوست دارم کتابی در حلال و حرام بنگاری» به این منظور، شیخ صدوق نام کتابش را من لایحضره الفقیه نامید.                                                  | صدوق روایات این کتاب را تماماً معتبر می‌داند و در مقدمهٔ کتاب به فتوا دادن بر اساس روایات کتابش اذعان دارد. همچنین وی در مقدمهٔ کتاب، از نهایت دقتش در نگارش کتاب یاد می‌کند. در تألیف این اثر تنها به مصدر حدیث اشاره شده و در انتهای کتاب، نویسنده طریق خویش را به مصادر بیان می‌کند. در تعداد روایات این اثر اختلافی وجود دارد. | [ ۲۲ ]          |
| تهذیب الاحکام تهذیب الاحکام فی شرح المقنعه | محمد بن حسن طوسی         | ۴۱۳             | ۳۹۳             | ۱۳۵۹۰           | — | طبق مقدمهٔ اثر، شیخ طوسی کتاب استادش شیخ مفید را که با نام الرساله المقنعه شناخته می‌شود، اصل کتاب خویش قرار داده است و اقدام به شرح و طرح‌ریزی کتاب کرده است. مؤلف در این اثر سند روایات را کوتاه ذکر کرده و در پایان کتاب، سند کامل را بیان کرده است.                                                                         | [ ۲۳ ]          |
| الاستبصار الاستبصار فی ما اختلف من الاخبار | محمد بن حسن طوسی         | قرن پنجم        | ۹۲۶             | ۵۵۱۱            | — | شیخ طوسی در این اثر سعی در حل اختلافات و معضلات در روایات نموده است. او در این اثر نیز همچون اثر قبلی خود، سند کامل روایات را در پایان کتاب متذکر شده است. | [ ۲۴ ]          |

## اعتبار

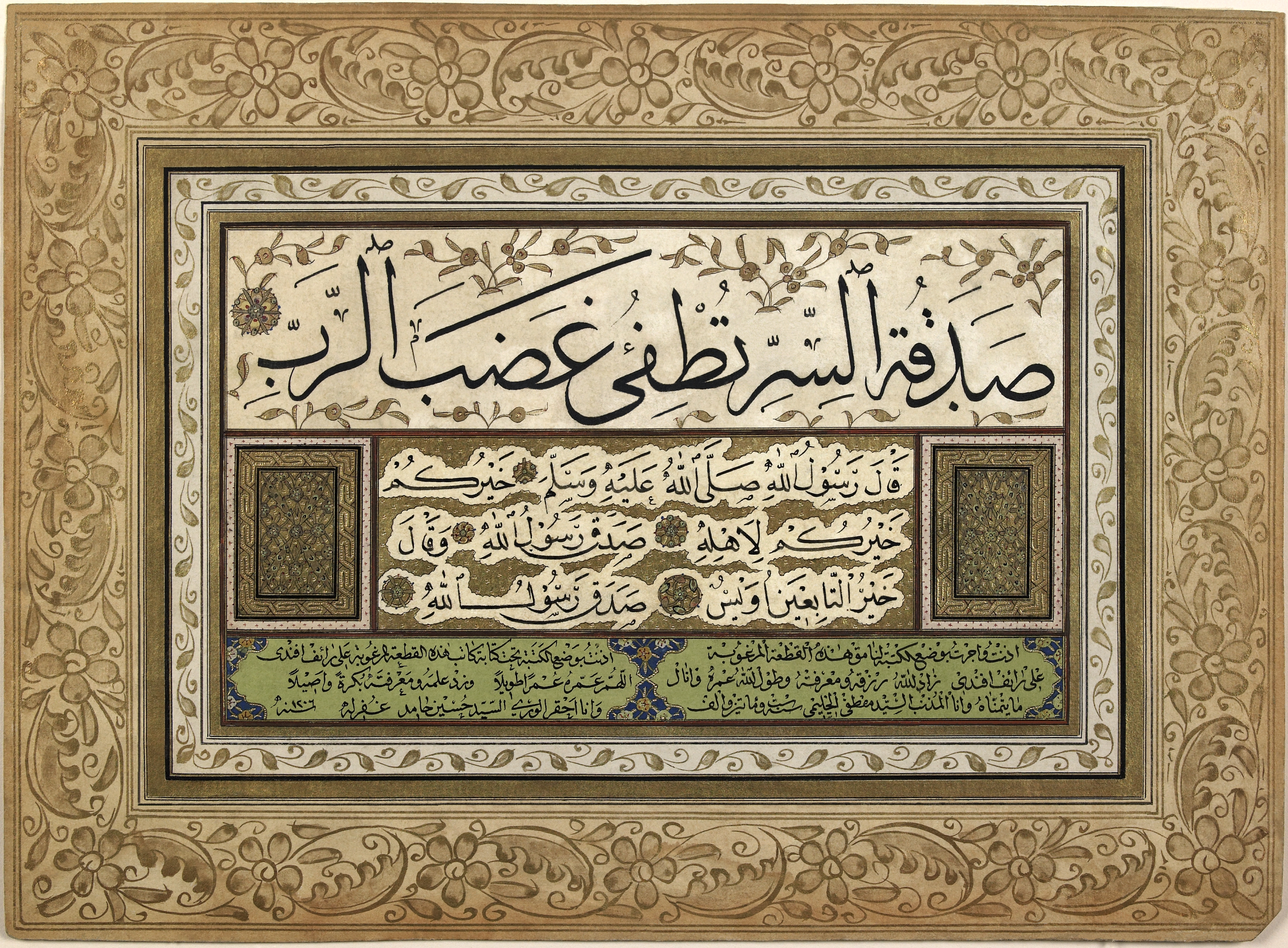
خطاطی به خط ثلث اثر علی رائف افندی (از کاتبان دولت عثمانی) که به سال ۱۷۹۱ میلادی نگاشته شده است. در وسط صفحه، حدیثی از پیامبر اسلام با موضوع اخلاق نقل شده است.

در دیدگاه اخباری‌ها، احادیث کتب اربعه کاملاً معتبرند. آنها وجود تعارض در روایت‌ها را دلیل بر بی‌اعتباری روایت نمی‌دانند و با اصولی چون تقیه، آن را توجیه می‌کنند. در مقابل، اصولیون با پذیرش وجود روایات غیرمعتبر در منابع روایی، گزینشی عمل می‌کنند و روایات را با معیارهای خاصی می‌سنجند. اعتبار کتب اربعه از جهت انتساب و تعلق به نویسندگانشان، نزد علمای علم رجال و حدیث، امری مسجل و قطعی است. نمازی شاهرودی در کتاب الاعلام الهادیه الرفیعه فی اعتبار الکتب الاربعه، برای اثبات اعتبار کتب اربعه، ۶۵ اصل از اصول اربعمائه را به عنوان منبع و مستند کتب اربعه نام می‌برد. نزدیکی زمانی حیات مؤلف به زمان صدور روایت — دوران حیات امامان شیعه — دلیل دیگری است که از جانب طرفداران اعتبار کتب اربعه برای معتبر بودن آنها ذکر شده است.
خودِ مؤلفان احادیث کتاب‌هایشان را معتبر می‌دانند؛ چنان‌که کلینی می‌نویسد: «در کتاب کافی، تمام آنچه متعلم در فنون علم دین به آن نیاز دارد و قصد عمل به اخبار درست و سنن صحیح دارد، جمع شده است.» حر عاملی و مجلسی این عبارت کلینی را تصریح مؤلف در صحت احادیث کتاب کافی می‌دانند. شیخ صدوق در ابتدای کتاب من لایحضره الفقیه به حُجیّت تمام احادیث کتابش تصریح می‌کند. برخی چون علامه حلی، با استناد به این تصریح صدوق، احادیث مرسل من لا یحضر را معتبر می‌دانند. شیخ طوسی نیز در ابتدای کتاب تهذیب می‌نویسد: «اخباری که در کتابم نقل کرده‌ام، اخبار متواتر و روایاتی است به همراه قرائن دال بر صحت، و همان سنت مقطوعی که اصحاب مشهور ما آورده‌اند.» با این وجود محمدباقر صدر، در اعتبار تمام روایات کتب اربعه خدشه داشته و ادعای منسوب به نویسندگان در خصوص اعتبار کتاب‌ها از جانب مؤلفان آثار را رد می‌کند و می‌گوید: «تمام روایات کتب اربعه صحیح نیست و نویسندگان این آثار نیز چنین ادعایی نداشته‌اند.»
عبدالحسین امینی، پس از گزارش نقل قولی از منابع اهل سنت مبنی بر اعتقاد شیعیان به اعتبار کتب اربعه و باور به وجوب عمل به تمام روایات این چهار کتاب، می‌نویسد: «شیعیان، کتب اربعه را موثق‌ترین کتاب‌های حدیثی خویش قلمداد می‌کنند؛ اما وجوب عمل به تمام روایات آن را باور ندارند.» امینی، وجود نقد و شرح بر این کتاب‌ها را دلیلی بر صحت ادعایش می‌داند. بر این اساس اخبار کتب اربعه، از مقبولیت عرفی نزد شیعه برخوردار است؛ اما حجیت و اعتبار احادیث کتب اربعه، مشروط به نبود موانع اعتبار و حجیت خواهد بود. علی بن جعفر کاشف‌الغطا، تمام کتب اربعه را بر اساس اجماع، معتبر می‌داند. شیخ بهایی نیز این کتاب‌ها را از جهت قرینه‌های متعدد در اعتبارشان، به‌طور تمام صحیح می‌داند. سید مرتضی علم‌الهدی که دو اثر از کتب اربعه — کافی و من لایحضره الفقیه — را درک کرده است، تواتر را دلیلی بر اعتبار این کتب می‌داند. مامقانی در تنقیح المقال، احادیث کتب اربعه را مورد اعتماد معرفی می‌کند. محمدباقر مجلسی نیز عمل به روایات کتب اربعه را جایز العمل قلمداد می‌کند. به عقیدهٔ نمازی، وجود روایت‌هایی از غیر چهارده معصوم در کتب اربعه، به جهت نقل از اصول یا به جهت نقل از نص یکی از آنان می‌باشد. نمازی با این پیش‌فرض، تمام احادیث کتب اربعه را از حیث «صدور» و نه «جهت صدور»، معتبر می‌داند.
از میان دانشمندان شیعه، گروهی احتمال وضع و دس در مجموعه‌های حدیثی از جمله کتب اربعه را منتفی نمی‌دانند. از همین‌رو استفاده از علم رجال را برای پالایش این آثار، ضروری می‌دانند. در میان عالمان شیعه، محمدحسین کاشف‌الغطا معتقد است که در کتب اربعه، صحیح و سقیم وجود دارد و برخی روایات از جهت متن و سند، دچار ضعف هستند. ابوالقاسم خویی نیز بر این باور است که در «روضه کافی»، روایاتی وجود دارد که قطع به عدم صدور آنها وجود دارد. به اعتقاد او تمام روایات کتب اربعه نمی‌توانند صحیح و در نتیجه قطعی‌الصدور باشند. محمدباقر صدر نیز با توجه به روایات باب حجیت ظواهر، عدم صحت تمام روایات کتب اربعه را مدعی است.

## اهمیت و اثرگذاری
دانشمندان شیعه، کتب اربعه را به جهت اهمیت، با صفاتی چون «دعائم الدین»، «دعائم الایمان»، «عماد الاسلام»، «مرجع الفقها»، «مدار الشیعه»، «سند المذهب» و «اصول الحدیث» یاد کرده‌اند. شیخ مفید در شرح تصحیح الاعتقاد، کتاب کافی را پرفایده معرفی کرده است. به اعتقاد وی، کلینی به اصول اربعمائه دسترسی داشته است. سید حسین بروجردی در مقدمهٔ جامع الاحادیث از تدوین و تجمیع اصول اربعمائه توسط طبقهٔ ششم راویان در عصر علی بن موسی الرضا یاد می‌کند. بروجردی، ثمرهٔ تلاش این گروه از راویان را، کاهش تعداد اصول حدیثی از چهارصد کتاب، به چند کتاب اصلی می‌داند؛ چهارصد کتابی که منبع شیخ کلینی، شیخ صدوق و شیخ طوسی در تألیف کتاب‌هایشان بوده است. این مطلب را مامقانی در تنقیح المقال و تستری در قاموس الرجال گزارش کرده‌اند. انصاریان، هدف از تألیف کتب اربعه را تسهیل دسترسی به روایت‌های فقهی و اعتقادی می‌داند. میرزا حسین نوری نیز در خاتمهٔ کتاب مستدرک الوسائل، اهمیت کتب اربعه را در گروی جامعیت و شمول عمدهٔ احادیث در موضوع فروع دین می‌داند. محمدطاهر بن محمدحسین قمی در وصف اعتبار و اهمیت کتب اربعه چنین سروده است:
| دین را کتب أربعه چون جان باشد |  | اینچار، چهار رکن ایمان باشد |
| هنگام جهاد نفس اینچار کتاب    |  | چار آینهٔ صاحب عرفان باشد    |

فیض کاشانی در اجازهٔ نقل روایتش به مجلسی، کتب اربعه را از کتاب‌های محوری در زمینهٔ روایات در عصر خود عنوان کرده است. امیر شرف‌الدین، حسین خوانساری، شیخ بهایی، شهید ثانی و ملا احمد نراقی نیز کتب اربعه را منابعی اصولی و محوری در تشیع دانسته‌اند. انصاری، کتب اربعه را در زمینه‌هایی غیر از احادیث فقهی و اعتقادی نیز بااهمیت توصیف کرده است و استفاده از این منابع چهارگانه در هر زمینهٔ علمی را دلیل توجه و ارجاع دانشمندان به این اثر می‌داند.
به عقیدهٔ انصاری، از قرن پنجم تا دهم هجری، اثری به دقت و جامعیت کتب اربعه نوشته نشد. انصاری یکی از علت‌های این فاصلهٔ زمانی را «فترت تدوین حدیث» می‌خواند. با تألیف کتب اربعه، به مرور از رغبت دانشمندان حدیث در استنساخ اصول کاسته شد و بسیاری از کتاب‌های حدیثی متروک شدند. در آتش‌سوزی کتابخانهٔ کرخ بغداد که در سال ۴۴۷ ه‍.ق روی داد، بسیاری از کتاب‌های اصول به کلی از بین رفت. یکی از انگیزه‌های نویسندگان کتب اربعه، وجود تعارض‌ها در احادیث، مبارزه با جریان انحرافی غلات و تحریف احادیث بود. اما پس از تدوین آثار شیخ طوسی و شیخ صدوق و با تلاش‌های سید مرتضی و شیخ مفید پروندهٔ نابسامانی‌های عصرِ متقدمانِ شیعه در احادیث، بسته و تدوین کتاب‌های کلامی و فقهی در بین دانشمندان شیعه رایج شد. یکی از اقدامات نویسندگان کتب اربعه، عدم گزارش توقیع‌های منسوب به حجت بن الحسن بود. امینی پس از گزارش نقدهایی به شیعه از جانب اهل سنت مبنی بر اعتماد و اعتقاد به توقیع‌های امام غایب، پیامد عدم گزارش این توقیع‌ها در کتب اربعه را، عدم اعتبار توقیع‌ها از منظر فقه و همین‌طور عدم خرده‌گیری بر شیعه به جهت استناد به امامی غایب می‌داند.

### آثار مبتنی بر کتب اربعه
کتاب مُنْتقی الجُمان فی الاحادیث الصحاح و الحسان  اثری روایی از حسن بن زین‌العابدین عاملی (مشهور به صاحب معالم) است که به بررسی انتقادی کتب اربعه پرداخته است. کتاب وسائل الشیعه اثر شیخ حر عاملی نیز بر پایهٔ کتب اربعه تدوین شده است. کتاب الوافی اثر ملامحسن فیض کاشانی به تجمیع کتب اربعه با حذف مکررات و اضافه نمودن شرح‌هایی بر روایات به نگارش درآمد. کتاب وافی با هدف جمع‌آوری روایات با موضوع علوم قرآنی از کتب اربعه و غیر آنها تألیف شده است. الشافی دیگر اثر فیض کاشانی است که با هدف ترتیب و شرح کتب اربعه نگارش یافته است و به نوعی تلخیص و منتخبی از کتاب الوافی می‌باشد. موضوع شافی، احادیث اخلاقی و اعتقادی است. فیض با توجه به کتب اربعه، نوادر الاخبار را نیز برای تکمیل این کتاب‌ها و با هدف جمع‌آوری احادیث غیرمنقول در کتب اربعه نگاشته است. علی نمازی شاهرودی نیز اثری با عنوان الاعلام الهادیة الرفیعه فی اعتبار الکتب الاربعه را در تعریف، توضیح و بیان اعتبار کتب اربعه به نگارش درآورده است.

## عنوان‌ها و ویژگی‌های انحصاری کتب اربعه
علی نمازی در الأعلام الهادیة الرفیعة، وجود احادیث سهو النبی در بین روایت‌های کتب اربعه را یکی از ایرادات گرفته‌شده بر کتب اربعه می‌داند. ایراد دیگری که نمازی آن را گزارش می‌کند؛ بیان برخی روایات از افرادی غیر از چهارده معصوم و وجود روایات صادر شده در شرایط تقیه، می‌باشد.

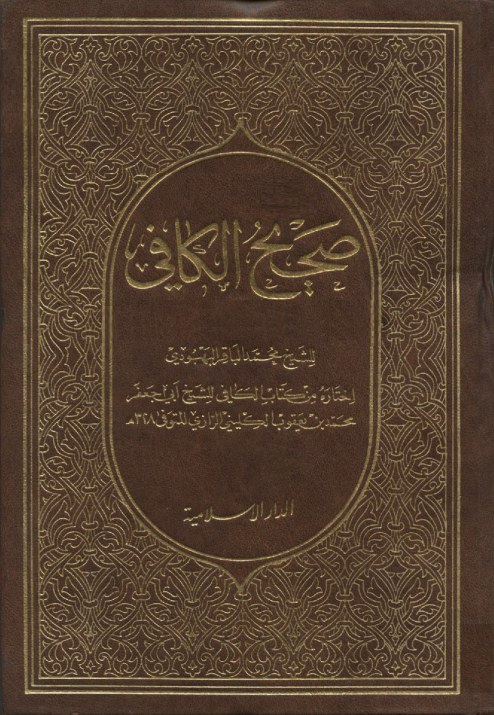
عکسی از جلد کتاب کافی که بر روی جلدش از عنوان «صحیح الکافی» استفاده شده است.

### کافی اثر شیخ کلینی
کافی به عنوان اولین کتاب از کتب اربعه، در سخت‌ترین و بحرانی‌ترین وضعیت فکری و اعتقادی شیعه نگارش شد. محمدباقر مجلسی، این کتاب را جامع می‌داند. به عقیده فیض کاشانی، شمول روایت‌های اعتقادی، فقهی و اخلاقی در این اثر، سبب شد تا کافی، نسبت به سه کتاب دیگر کتب اربعه، بی‌نظیر توصیف شود. کلینی برای جمع‌آوری و تکمیل این کتاب، ۲۰ سال وقت صرف کرد که نشانهٔ دقت مؤلف در تألیف این اثر می‌باشد. دیگر ویژگی خاص این اثر، وجود روایت‌های ثلاثیات در متن کتاب است. به جهت عنوان‌دهی دقیق و موجز باب‌ها و تشخیص آسان توضیحات کلینی از متن اصلی روایت، این کتاب به «اضبط کتب اربعه» مشهور است. مؤلف برای حل تعارض روایت‌های کتاب، از سه طریقِ عرضهٔ احادیث بر قرآن، عرضهٔ احادیث بر سنت قطعیه و مخالفت با عامه استفاده کرده است. بر همین اساس، شوشتری معتقد است، اگر یکی از روایات متعارض در کتاب کافی گزارش شده باشد، طرف راجح و معتبر از دیدگاه کلینی است؛ بنابراین، گزارش دو روایت متعارض توسط کلینی، نشانهٔ توقف او در تشخیص طرف راجح و صحیح می‌باشد. این اثر متشکل از سه بخش «اصول»، «فروع» و «روضه» است. در انتساب بخش پایانی یا «روضه» به کلینی، گمانه‌زنی‌هایی وجود دارد. در این باره، نجاشی، بخش «روضه» را جزئی قطعی از کتاب کافی می‌داند. در میان کتب اربعه، تنها کتاب کافی سندِ روایت را در ابتدای هر حدیث، آورده است. بقیهٔ کتاب‌ها، این سند را به جهتِ اختصار و زیبایی، در انتهای کتاب و به صورت «گزارشِ طریقت مؤلف تا راوی» ذکر کرده‌اند.
وجود روایت‌های ضعیف در متن کتاب، از جمله معایبی است که بر کتاب کافی، گرفته می‌شود. این روایات ضعیف، شامل نقل روایت با سند مرسل، روایت مجهول، مهمل، غالی و نقل روایت از راویان ضعیف است. از همین رو ابوالقاسم خویی با اشاره به تصریح کلینی در مقدمهٔ کتاب کافی، معتقد است که منظور کلینی از تصریح به اعتبار کتابش، نمی‌تواند به معنای وثاقت تمام راویان کتاب باشد؛ چرا که در این اثر از افراد مجهول و ضعیف، نقل روایت صورت گرفته است. هاشم معروف الحسنی، تعداد ۵۰۷۸ حدیث از مجموع احادیث کافی را صحیح، ۱۴۴ روایت را حسن، ۱۱۲۸ حدیث را موثق یا قوی و ۹۴۵۸ حدیث را ضعیف می‌داند. وجود ضعف متنی در برخی از روایات کافی، عیب دیگر این اثر به‌شمار می‌آید که با وجود تعداد کم آنها، نشانهٔ نفوذ جریان غلو در کتاب‌های اصول می‌باشد. قدیمی‌ترین نسخه مربوط به کتاب کافی، متعلق به سال ۶۷۵ ه‍.ق است که به خط علی بن ابی المیامین علی بن احمد بن علی و در کتابخانه آستان قدس رضوی نگاهداری می‌شود.

### من لایحضره الفقیه اثر شیخ صدوق
من لایحضره الفقیه، یکی از آثار شیخ صدوق در موضوع نقل احادیث فقهی است. به گفتهٔ صدوق، در تدوین این اثر از یازده اثر روایی استفاده شده است که همگی معتبرند. سه اثر الرحمه اثر محمد بن عبدالله اشعری، جامع اثر ابن ولید و شرایع تألیف ابن بابویه (پدر شیخ صدوق)، مهم‌ترین منابع صدوق در تألیف این اثر بوده‌اند. شیوهٔ صدوق در ترتیب نقل احادیث، بیان روایت جامع در ابتدای هر باب و بیان احادیث مفصل در ادامهٔ باب بود. همچنین مؤلف در بیان برخی روایات، تقطیع یا توضیح را پیش گرفته است. در این اثر، علاوه بر احادیث، از آیات قرآن، توضیح روایت و بیان فتوای مؤلف به جهت تألیف کتابی فقهی — و نه صرفاً روایی — استفاده شده است. بر خلاف کتاب کافی، در این اثر، احادیث متعارض نقل نشده و در صورت نقل تعارض، شیوهٔ رفع تعارض آن بیان شده است. در بین روایت‌های فقهی این اثر، برخی احادیث اعتقادی و علل احکام شرعی، به مناسبت آمده است. کتاب من لایحضره الفقیه، مورد توجه عالمان، محدثان و محققان شیعه بوده است و برخی چون سید محمدمهدی بحرالعلوم آن را برتر از سایر کتب اربعه، از جمله کافی می‌دانند. ابن غضائری از وجود نامه‌هایی به خط حسن عسکری در نزد شیخ صدوق گزارش می‌کند.
صدوق در مقدمهٔ کتابش، احادیث نقل شده در من لایحضر را معتبر می‌داند؛ اما کلام وی مبنی بر اعتماد به سخنان استادش در اعتبار روایت‌ها و اعتماد کامل بر اعتبار کتاب‌های مرجع مورد استنادش، مورد انتقادهایی قرار گرفته است. صدوق، طریق خویش را در این اثر، به ۳۷۹ مشیخه گزارش می‌کند اما بجز ۱۲۰ تن از مشیخه‌های خود، از سایر آنان نامی به میان نمی‌آورد. ۵۰ تن از راویانی که صدوق از آنان نقل گزارش کرده است، اصل یا کتابی نداشته‌اند تا صدوق از آنها استخراج حدیث کند. دیگر نقاط ضعف این اثر، فتواهای شاذ و نادر شیخ صدوق، عدم تشخیص توضیحات نویسنده از اصل روایت، وجود ۲۰۵۵ روایت مرسل — نزدیک به یک سوم کتاب — و نقل از ۵۰ راوی ضعیف می‌باشد. قدیمی‌ترین نسخه این اثر متعلق به سال ۵۷۴ ه‍.ق است که به نام دستنویس یزدی و در کتابخانه وحید ذوالفقاری نگاهداری می‌شود.

### تهذیب اثر شیخ طوسی

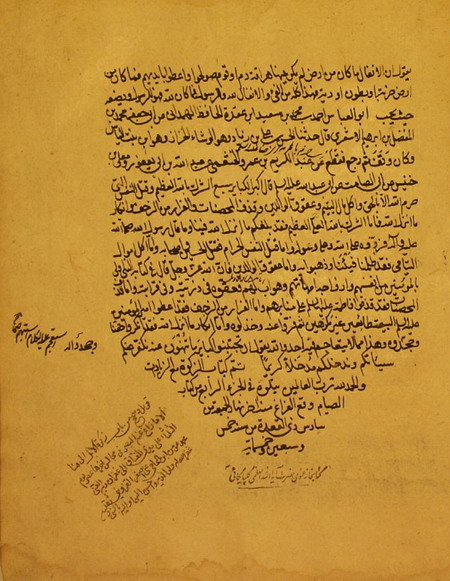
برگی از یک نسخهٔ نفیس و قدیمی تهذیب الاحکام، مربوط به سدهٔ ۱۱ میلادی که تاریخ ۵۷۵ قمری در آن دیده می‌شود.

تهذیب الاحکام یکی از آثار روایی شیخ طوسی است. ویژگی اصلی این کتاب، دسترسی نویسندهٔ آن به کتابخانه‌های بزرگی چون کتابخانهٔ سید مرتضی و کتابخانهٔ محله کرخ بغداد می‌باشد که سبب شد تا شیخ طوسی بتواند، روایات ناشناخته در میان منابع را جمع‌آوری کند. در این اثر، همچون من لایحضر الفقیه، احادیث متعارض گزارش شده‌اند که نشانهٔ عمق و اعتبار این اثر می‌باشد. طوسی این اثر را بر مبنا و ترتیب کتاب المقنعهِ شیخ مفید نوشته و در آن، احادیث ابتدایی هر باب را بر احادیث انتهای باب، ترجیح داده است. طوسی به جهت رعایت اختصار در کتاب، احادیث را با سندی معلق می‌آورد و در انتهای کتاب، طریقهٔ خود به هر راوی را به‌طور کامل گزارش می‌کند. بیشتر احادیث این اثر در موضوع فقه می‌باشند و نسبت به کافی و من لایحضره الفقیه، شامل احادیث فقهی بیشتری است. ارائهٔ نسبتاً کامل از آرای موافق و مخالف احکام شرعی مورد اختلاف، از ویژگی‌های این اثر است. وجود احادیث ضعیف، ضعف در بیان وجوه حل تعارض بین روایات متعارض، بیان دلایل غیرمحکم برای برخی ادعاها و وقوع خطا و تحریف در نقل سند و متن برخی روایات، از جمله معایب این اثر به‌شمار می‌آید. از کتاب تهذیب الاحکام، نسخه‌های نادری وجود دارد که قدیمی‌ترین آنها نسخه اصلی کتاب به خط مؤلف است که در اختیار نوادگان او قرار داشته است.

### استبصار اثر شیخ طوسی
استبصار دیگر اثر شیخ طوسی در موضوع حدیث است که اولین اثر فقهی شیعی در جمع روایات مختلف به‌حساب می‌آید. طوسی در این اثر، فتوای خویش را با ذکر روایتی بیان و در ادامه، احادیث مخالف فتوایش را نقل می‌کند. وی در نهایت راه جمع یا طرح روایات مخالف را بیان می‌کند. از ویژگی‌های مشترک استبصار و تهذیب، می‌توان به مواردی چون تنظیم شدن بر اساس کتاب مقنعه، حذف سندهای روایت به جهت رعایت اختصار و کوشش در رفع تعارض میان احادیث متعارض اشاره کرد. نویسنده در این اثر، احادیث را به دو دستهٔ متواتر و غیرمتواتر؛ و غیرمتواتر را نیز به دو دستهٔ احادیث همراه با قرائن و احادیث بدون قرائن (آحاد) تقسیم می‌کند. بر اساس این تقسیم‌بندی، احادیث آحادِ بدونِ معارض، مورد پذیرش هستند و در صورت وجود تعارض، باید قواعد تعادل و تراجیح در تعیین روایت حجت مورد استفاده قرار گیرد. همچنین شیخ طوسی در این اثر به بیان برخی از قرائن برای اعتبار روایت پرداخته است. تمام نقدهای وارد شده بر کتاب تهذیب، بر کتاب استبصار نیز وارد شده است. به گزارش آقابزرگ تهرانی در الذریعه، قدیمی‌ترین نسخه این کتاب، نسخه ناقصی نگاهداری شده در کتابخانه سیدهادی کاشف‌الغطاء در نجف به خط جعفر بن علی مشهدی است که تاریخ اتمام نگارشش، ۵۷۳ ه‍.ق عنوان شده است.

## فهرست مؤلفان مصادر کتب اربعه
طبرسی در خصوص اصول اربعمائه می‌نویسد که چهارهزار نفر از اهل علم، از جعفر صادق روایت کرده و سؤالاتِ از وی و جواب‌های او را جمع‌آوری کرده‌اند. این کتاب‌ها به نام «اصول اربعمائه» (یا اصول چهارصدگانه) شناخته می‌شوند. علی نمازی تمام روایات موجود در کتب اربعه را اتخاذ شده از همین اصول می‌داند. وی در تحقیقی، شصت و پنج اصل از این اصول را منبع تألیف کتب اربعه دانسته است.
| فهرست مؤلفان اصول مورد استناد در کتب اربعه |
| اصحاب سجاد |
| --- |
| 1. آبان بن تغلب |
| اصحاب محمد باقر |
| 1. ابوالصباح کنانی 2. آبان بن تغلب 3. محمد بن علی حلبی 4. عبدالله بن ولید وصافی 5. زرارة بن اعین 6. یعقوب بن شعیب بن میثم تمار |
| اصحاب جعفر صادق |
| 1. آبان بن عثمان احمر 2. آبان بن تغلب 3. ابراهیم بن عبدالحمید اسدی 4. ابوایرب خزار 5. ابوبصیر 6. یعقوب بن شعیب بن میثم تمار 7. اسحاق بن عمار 8. اسماعیل بن زیاد سکونی 9. اسماعیل بن عبدالخالق جعفی 10. جمیل بن دراج 11. یونس بن یعقوب بن قیس جبلی 12. هشام بن سالم 13. هشام بن حکم 14. هارون بن خارجه صیرفی 15. منصور بن حازم اسدی کوفی 16. محمد بن علی حلبی 17. عیص بن القاسم 18. عمار بن موسی ساباطی 19. علاء بن رزین 20. عبیدالله بن علی حلبی 21. عبدالله بن یحیی کاهلی 22. عبدالله بن ولید وصافی 23. عبدالله بن مسکان 24. عبدالله بن سنان 25. عبدالرحمن بن حجاج بجلی 26. صفوان بن مهران 27. سماعه بن مهران 28. سعید بن یسار 29. زرارة بن اعین 30. رفاعة بن موسی نحاس 31. حماد بن عیسی 32. حماد بن عثمان رواسی |
| اصحاب موسی کاظم |
| 1. علی بن سوید سایی 2. یونس بن عبدالرحمن 3. یونس بن یعقوب بجلی 4. فضاله بن ایوب ازدی 5. عیص بن قاسم 6. عمار بن موسی ساباطی 7. عبدالله بن یحیی کاهلی 8. عبدالله بن مغیره بجلی 9. عبدالله بن مسکان 10. عبدالرحمن بن حجاج بجلی 11. هشام بن حکم 12. محمد بن اسماعیل بن بزیع 13. محمد بن ابی‌عمیر 14. صفوان بن یحیی 15. صفوان بن مهران 16. سماعة بن مهران 17. رفاعه بن موسی نحاس 18. سعید بن یسار 19. حماد بن عثمان رواسی 20. حسین بن محبوب سراد |
| اصحاب علی الرضا |
| 1. یونس بن عبدالرحمن 2. ابوهاشم جعفری 3. یونس بن یعقوب بجلی 4. یعقوب بن یزید بن حماد 5. موسی بن قاسم بن معاویه بن وهب 6. محمد بن اسماعیل بن بزیع 7. محمد بن ابی‌عمیر 8. فضل بن شاذان 9. فضاله بن ایوب ازدی 10. علی بن مهزیار اهوازی 11. عبدالله بن مغیره بجلی 12. عبدالرحمن بن حجاج بجلی 13. حماد بن عثمان رواسی 14. حسین بن سعید اهوازی 15. حسن بن محبوب سراد 16. حسن بن علی بن فضال تیملی |
| اصحاب محمد تقی |
| 1. ابوهاشم جعفری 2. یعقوب بن یزید بن حماد 3. موسی بن قاسم بن معاویه بن وهب 4. محمد بن اسماعیل بن بزیع 5. علی بن مهزیار اهوازی 6. عبدالعظیم بن عبدالله حسنی 7. عبدالله بن مغیره بجلی 8. صفوان بن یحیی 9. سهل بن زیاد آدمی 10. حسن بن سعید اهوازی |
| اصحاب علی النقی |
| 1. ابوهاشم جعفری 2. یعقوب بن یزید بن حماد 3. عبدالعظیم بن عبدالله حسنی 4. سهل بن زیاد آدمی 5. حسین بن سعید اهوازی |
| اصحاب حسن عسکری |
| 1. ابوهاشم جعفری 2. سهل بن زیاد آدمی 3. سعد بن عبدالله |
| اصحاب حجت بن الحسن |
| - علاوه بر دو اصل مورد تأیید حجت بن الحسن (اصل یونس بن عبدالرحمن به علی بن موسی الرضا و اصل فضل بن شاذان به حسن عسکری)، یک اصل نیز به وی متصل است: 1. ابوهاشم جعفری |

## منبع‌شناسی
کتاب الاعلام الهادیه الرفیعه فی اعتبار الکتب الاربعه، از آثار مربوط با کتب اربعه است که توسط علی نمازی شاهرودی نگاشته شده است. نویسنده در این اثر سعی می‌کند تا اعتبار کتب اربعه را با استدلال‌هایی، به مخاطب اثبات نماید. نمازی در این اثر ابتدا به بررسی اجمالی راویان این کتب می‌پردازد و اقوال علمای شیعه را در این خصوص گزارش می‌کند و به انتقادها پاسخ می‌دهد. وی کتابش را در ۵ فصل و یک خاتمه تدوین کرده است. در فصل اول به بیان اصول اربعمائه مورد استفاده در کتب اربعه و در فصل دوم به اعتبار این اصول پرداخته است. او می‌کوشد تا در فصل سوم وجوب اعتماد به این اصول را اثبات کند و در فصل چهارم، سخنان مشایخ ثلاث (نویسندگان کتب اربعه) در اعتبار کتب اربعه را مورد توجه قرار می‌دهد. نمازی در فصل پنجم، اعتبار کتب اربعه را از زبان عالمان شیعه گزارش می‌کند و در خاتمهٔ کتاب به دفع شبهات در خصوص این کتب می‌پردازد. فصل هفتم از کتاب مستدرکات علم رجال الحدیث اثر همو نیز به اعتبار کتب اربعه اختصاص یافته است. دیگر کتاب در این زمینه، اصول علم الرجال بین النظریه و التطبیق اثر محمدعلی علی‌صالح معلم است. این کتاب تقریر درس خارج مسلم داوری است. فصل اول این کتاب در بررسی کتب اربعه تدوین شده است. ابوالقاسم خویی نیز در کتاب معجم رجال الحدیث و تفصیل طبقات الرواة، مقدمهٔ ششم از کتابش را به بررسی روایات کتب اربعه اختصاص داده است. وی اسامی راویان کتب اربعه را یک به یک در کتاب گزارش می‌کند و به بررسی رجالی آنان می‌پردازد. محمدباقر بهبودی، چهار اثر به صورت مجزا به نگارش درآورده است و قصد داشته تا صحاح احادیث این آثار را جمع نماید. حسن بن زین‌الدین عاملی معروف به صاحب معالم، اثری با عنوان منتقی الجمان را در بررسی کتب اربعه نگاشته است و در آن به روش اسناد کتب اربعه و همچنین ویژگی‌های این کتب و بررسی سند و راویان این آثار پرداخته است. کتاب مفتاح الفلاح اثری مختصر است از ابوالفضل میرلوحی که به اعتبار و صحت کتب اربعه پرداخته است.
بر هر یک از کتب اربعه شرح‌های متعددی نگاشته شده است، مهم‌ترین این شرح‌ها مرآة العقول اثر محمدباقر مجلسی و شرح ملاصالح مازندرانی بر کتاب کافی است. روضة المتقین و لوامع صاحبقرانی از محمدتقی مجلسی شرحی بر کتاب من لایحضره الفقیه است و ملاذالاخیار اثر محمدتقی مجلسی و غایة المرام از نعمت‌الله جزایری شرحی بر تهذیب الاحکام است. جلاء الابصار اثر عبدالرضا طفیلی نیز شرحی بر الاستبصار است که معروف‌ترین شرح‌های کتب اربعه به‌شمار می‌آیند.

## یادداشت
1. ↑  این منع از جانب سه خلیفهٔ اول صورت گرفته و دلایلش اینگونه عنوان شده است: دلایل سیاسی، از بین بردن روایات با موضوع فضیلت یا رذیلت افراد، جلوگیری از اختلاف بین مسلمانان، ترس از نسبت دادن دروغ به پیامبر اسلام، عدم نیاز به حدیث با وجود قرآن، ترس از اختلاف حدیث با قرآن و ترس از ترک قرآن. (رک: معارف، معینی و  هوشنگی، «تدوین حدیث»، دانشنامه جهان اسلام.)
2. ↑  اصل، به معنای اثری حدیثی است که مستقیماً از کتابت شنیده‌ها پدید آمده است. در این اثر، نویسنده تنها به هدف نگارش احادیث مسموع خویش، اقدام به تألیف نموده است. در مقابل اصل، مصنفات قرار دارد که علاوه بر متن حدیث، شامل نوشته‌های مؤلف نیز می‌شود. (رک: حاج‌منوچهری، «اصل»، دانشنامه بزرگ اسلامی.)
3. ↑  «اکتب و بث علمک فی اخوانک، فإن مت فاورث کتبک بنیک فانه یأتی علی الناس زمان هرج لا یستأنسون الا بکتبکم»؛ «بنویس و به این وسیله علم خود را میان برادران دینی‌ات منتشر کن و هنگام مرگ، نوشته‌هایت را برای فرزندانت به ارث بگذار، زیرا زمانی پرآشوب خواهد آمد که به جز نوشته‌های شما علاقهٔ دینی ممکن نیست.» (رک: اعیان الشیعه، ج ۱، ص ۹۲)
4. ↑  ترجمه: «گویا مایلی که نزدت کتابی باشد که با جامعیت در علوم دین، کافی باشد.»
5. ↑  حسن صدر، تعداد روایات من لایحضر را ۹۰۴۴ عدد روایت می‌داند؛ اما سید حسن خرسان این روایات را ۵۹۳۶ می‌داند. این اختلاف در تعداد روایات ناشی از در هم آمیختن روایات با فتاوای شیخ صدوق می‌باشد. (رک: ذوقی، «سه گفتار در باب کتب اربعه»، سفینه، ۱۵۷.)
6. ↑  از جمله موانع اعتبار و حجیت روایات: مخالفت عقل، مخالفت کتاب، مخالفت سنت قطعیه، مخالفت عمل مشهور، وجود اخبار مخالف، وجود اضطراب در روایت و… می‌باشد. (رک: هاشمی خانعباسی و  رجایی‌پور، «کتب اربعه، مزیت‌ها و اشکالات»، فقه و تاریخ تمدن، ۲۳۴.)
7. ↑  ثلاثیات روایاتی است که با سه واسطه به امامان شیعه رسیده باشد. (رک: هاشمی خانعباسی و  رجایی‌پور، «کتب اربعه، مزیت‌ها و اشکالات»، فقه و تاریخ تمدن، ۱۹۸.)
8. ↑  حدیث حسن: حدیثی است که شیعه و ممدوح بوده است ولی تصریح به عدالت وی نشده است. حدیث موثق: حدیثی است که در سلسلهٔ سند آن، فرد مسلمان غیرشیعهٔ مورد وثوق باشد. حدیث قوی: حدیثی است که در سلسلهٔ سند آن فرد شیعه وجود دارد که مدح و ذمی دربارهٔ او نرسیده است. (رک: هاشمی خانعباسی و  رجایی‌پور، «کتب اربعه، مزیت‌ها و اشکالات»، فقه و تاریخ تمدن، ۲۰۳.)

## لغت‌نامه
لغت
1. ↑  معنا: کفایت کننده در علم دین.
2. ↑  معنا: برای کسی که دسترسی به فقیه ندارد
3. ↑  معنا: اصلاح احکام در شرح «المقنعه (معنا: قانع کننده)».
4. ↑  معنا: روشن‌گری از اخبار در خصوص آنچه مورد اختلاف است.
5. ↑  معنا: کفایت کننده در علم دین
6. ↑  معنا: برای کسی که دسترسی به فقیه ندارد
7. ↑  معنا: اصلاح احکام در شرح «المقنعه (معنا: قانع کننده)»
8. ↑  معنا: روشن‌گری از اخبار در خصوص آنچه مورد اختلاف است
9. ↑  معنا: مروارید منتخب در بیان احادیث صحیح و حسن.

اصطلاح
1. ↑  حدیث راجح و مرجوح: حدیث‌هایی را گویند که به دلایلی در علم حدیث، بر حدیثی دیگر برتری (راجح) یا پستی (مرجوح) دارند. میزان اعتبار راویان، اعتبار کتاب‌های گزارش‌کننده یک روایت یا تعداد منابع گزارش‌کننده یک روایت، در رجحان (برتری) یک روایت بر روایتی دیگر، مؤثر است.
2. ↑  مصدر حدیث: کسی که حدیث از او صادر شده است و اولین حلقه از سند یک روایت است که تمام راویان حدیث، حدیث را از او نقل می‌کنند. صادرکننده حدیث‌ها عموماً پیامبران و امامان هستند.
3. ↑  طریق روایت: به افرادی گفته می‌شود که هر راوی و محدث، به واسطه آنان حدیث و روایتی را نقل می‌کند. طریق هر راوی را عموماً اساتید او در علم حدیث شامل می‌شوند.
4. ↑  قطعی‌الصدور: روایتی را گویند که صادر شدن آن از پیامبر یا امام، به‌طور قطعی مورد قبول باشد.
5. ↑  طبقهٔ ششم راویان: هر راوی نسبت به دورهٔ زمانی خود و نسبت به تعداد راویان قبلی خود در طبقه‌ای قرار می‌گیرد. طبقهٔ ششم راویان یعنی ششمین گروه از راویان که از طبقهٔ پنجم نقل روایت می‌کنند و طبقهٔ هفتم از آنان روایت گزارش می‌کنند.
6. ↑  مشیخه: استاد یا کسی که از او نقل روایت می‌شود.

## برای مطالعهٔ بیشتر
- شهرستانی، علی (۱۳۹۰). منع تدوین حدیث. ترجمهٔ هادی حسینی. قم: مجمع جهانی اهل البیت علیهم السلام.
- مهدوی‌راد، محمدعلی (۱۳۸۸). تدوین الحدیث عند الشیعه الامامیه. تهران: هستی نما.
- هوروویتس، یوزف (۲۰۰۵). تاریخ تدوین السیرة النبویة. ترجمهٔ حسین نصار. پاریس: دار ببیلیون.